# Chiroxiphia boliviana
A Chiroxiphia boliviana a madarak osztályának verébalakúak (Passeriformes) rendjébe és a piprafélék (Pipridae) családjába tartozó faj.

## Rendszerezése
A fajt Joel Asaph Allen amerikai ornitológus írta le 1889-ben, a kékhátú pipra (Chiroxiphia pareola) alfajaként Chiroxiphia pareola boliviana néven.

## Előfordulása
Az Andok keleti lejtőin, Bolívia és Peru területén honos. Természetes élőhelyei a szubtrópusi és trópusi síkvidéki és hegyi esőerdők. Állandó, nem vonuló faj.

## Megjelenése
Átlagos testhossza 13 centiméter, a hím testtömege 16,4 gramm, a tojóé 17,9 gramm. A hím tollazata fekete, vörös koronáját és egy világoskék foltot a hátán, a tojó zöld színű.

## Természetvédelmi helyzete
Az elterjedési területe elég nagy, egyedszáma viszont csökkenő, de még nem éri el a kritikus szintet. A Természetvédelmi Világszövetség Vörös listáján nem veszélyeztetett fajként szerepel.